# Apeadero de Palmilheira
El Apeadero de Palmilheira es una plataforma ferroviaria de la Línea del Miño, que sirve a la localidad de Palmilheira, en el Distrito de Porto, en Portugal.

## Historia
Este apeadero se encuentra en el tramo de la Línea del Miño entre Campanhã y Nine, que fue abierto a la explotación, junto con el Ramal de Braga, el 21 de mayo de 1875.
En 1933, fue aprobada, por la Comisión Administrativa del Fondo Especial, la construcción de una plataforma para pasajeros en este apeadero, siendo este trabajo ejecutado por la Compañía de los Caminhos de Ferro Portugueses al año siguiente.

## Características
Esta plataforma es utilizada por los servicios urbanos de Porto-São Bento a Braga y Guimarães, de la División de Porto de la operadora Comboios de Portugal; en los horarios, aparece en conjunto con el Apeadero de Aguas Santas, formando una sola parada, con el nombre de Aguas Santas/Palmilheira.